# Gaetano Aldo Donato
Gaetano Aldo Donato (* 1. Oktober 1940 in Jersey City, New Jersey; † 25. August 2015 in Toms River, New Jersey) war ein römisch-katholischer Geistlicher und Weihbischof in Newark.

## Leben
Gaetano Aldo Donato empfing am 29. Mai 1965 die Priesterweihe.
Papst Johannes Paul II. ernannte ihn am 21. Mai 2004 zum Weihbischof in Newark und Titularbischof von Jamestown. Der Erzbischof von Newark John Joseph Myers spendetete ihm am 4. August desselben Jahres zusammen mit John Walter Flesey die Bischofsweihe; Mitkonsekratoren waren Arthur Joseph Serratelli, Bischof von Paterson, und Michael Angelo Saltarelli, Bischof von Wilmington.